# Бедково
Бедково (пол. Biedkowo, нім. Betkendorf) — село в Польщі, у гміні Фромборк Браневського повіту Вармінсько-Мазурського воєводства.
Населення — 280 осіб (2011).
У 1975-1998 роках село належало до Ельблонзького воєводства.

## Демографія
Демографічна структура станом на 31 березня 2011 року:
|          | Загалом | Допрацездатний вік | Працездатний вік | Постпрацездатний вік |
| -------- | ------- | ------------------ | ---------------- | -------------------- |
| Чоловіки | 140     | 36                 | 95               | 9                    |
| Жінки    | 140     | 41                 | 81               | 18                   |
| Разом    | 280     | 77                 | 176              | 27                   |